# لانغستون هول
لانغستون هول (بالإنجليزية: Langston Hall)‏ مواليد 1 نوفمبر 1991 في أتلانتا، هو لاعب كرة سلة أمريكي. بدأ مسيرته الاحترافية في سنة 2014. يلعب في الدوري اليوناني لكرة السلة كلاعب هجوم خلفي. يحمل الرقم 34. يبلغ طوله 6 قدم 4 بوصة (1.9 م).

## المسيرة الاحترافية
لعب مع بستويا باسكت 2000 في موسم 2014–2015، ثم لعب مع بالاكانسترو كانتو في الدوري الإيطالي في سنة 2015، ثم لعب مع تليكوم باسكتس بون في الدوري الألماني في موسم 2015–2016.

## روابط خارجية
- لانغستون هول على موقع كرة السلة الأوروبية.كوم (الإنجليزية)
- لانغستون هول على موقع كلية كرة السلة في سبورتس رفرنس.كوم (الإنجليزية)
- لانغستون هول على موقع ريلجم (الإنجليزية)
- لانغستون هول على موقع بروبوليرز (الإنجليزية)
- لانغستون هول على موقع سبورتس رفرنس (الإنجليزية)